# Satana (Narte)
Pour les articles homonymes, voir Satana.

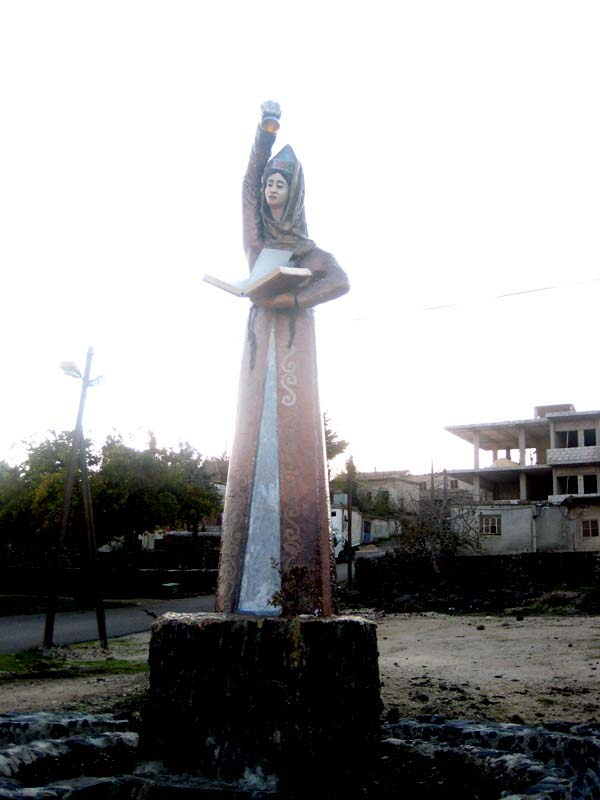
Statue de Satana à Beer Ajam dans le Gouvernorat de Qouneitra en Syrie

Satana (ossète) ou Satanaya (oubykh) ou encore Setenej (adyguéen), est dans la mythologie des ossètes et d'autres peuples du Caucase, la mère de la race semi-divine des Nartes. Elle est rattachée à la fertilité.
Elle est indirectement la mère du héros narte principal Soslan. Ce dernier est né d'une pierre qui a reçu la semence de la masturbation d'un berger qui admirait la beauté de Satana. Sachant cela, elle revient neuf mois plus tard et ouvre la pierre pour y récupérer l'enfant. Elle l'élève ensuite comme son propre fils et l’appelle Soslan.